# Folke Nystrand
Bror Folke Nystrand, född 18 januari 1922 i Bromma församling, Stockholm, död 30 december 1965 i Värmdö församling, var en svensk författare och lärare. Nystrand deltog som frivillig i Tyskland under andra världskriget. Han tjänstgjorde i Waffen-SS i 5. SS-Panzer-Division Wiking åren 1941–1942 i Kroatien och i Ukraina.
Efter kriget hjälpte han tyska före detta soldater, på flykt undan de allierades ockupationssoldater, med husrum och mat. Han försåg dem också med falska dokument så att de kunde ta sig ifrån Europa. Senare utbildade han sig till historielärare och tjänstgjorde bland annat i Varberg, skrev romaner och filmmanus.

## Filmmanus
- 1965 – Här kommer bärsärkarna

## Fotnoter
1. ↑  Sveriges Dödbok 1901–2009, DVD-ROM, Version 5.00, Sveriges Släktforskarförbund (2010).